# Grundtvig (Familienname)
Grundtvig [ˈgʀondviːʔ] ist ein dänischer Familienname.

## Namensträger
- Julie Grundtvig Wester (* 1991), dänische Schauspielerin
- Nikolai Frederik Severin Grundtvig (1783–1872), dänischer interdisziplinärer Philologe, Theologe und Patriot
- Svend Grundtvig (1824–1883), dänischer Literaturwissenschaftler und Ethnologe